# Susanne Daub
Susanne Daub (* 17. Februar 1964 in Dortmund) ist eine deutsche Latinistin.

## Leben
Daub studierte an den Universitäten Münster, Tübingen, Sevilla und Köln. In Köln erwarb sie 1993 den Grad eines Magister Artium in Lateinischer Philologie mit den Nebenfächern Englischer Philologie und Romanistik. 1996 wurde sie zum Dr. phil. in Klassischer Philologie promoviert. Die Philosophische Fakultät der Universität zu Köln habilitierte sie 2004 für die Fächer Mittellateinische Philologie und Neulateinische Philologie und ernannte sie zur Privat-Dozentin. Von 2007 bis 2011 unterrichtete sie die Fächer Latein und Spanisch an der Alten Landesschule in Korbach. 2008 erhielt sie die Venia legendi für das Fach Latein. 2011 wurde sie zur Außerplanmäßigen Professorin der Universität Kassel ernannt und erhielt in demselben Jahr einen Ruf auf die Professur für Mittel- und Neulatein an der Friedrich-Schiller-Universität Jena.
Daub lehrte und forschte seit 1995 bzw. 2009 an den Universitäten zu Köln und Kassel und seit dem WS 2011/12 an der FSU Jena.
Sie vertrat einen Lehrstuhl an der Harvard-Universität (1997–1998), war Stipendiatin der DFG und des DAAD und Mitglied mehrerer Graduiertenkollegs, und sie erhielt das Sidney Holgate Fellowship der University of Durham.
Daub ist Mitglied des Lehr- und Forschungszentrums für Antike Sprachen und Kulturen des Mittelmeerraumes und des Lehr- und Forschungszentrums für Mittelalterstudien der Universität zu Köln.

## Forschungsschwerpunkte
Daub beschäftigt sich mit der lateinischen Literatur in ihrer ganzen Breite, vorzugsweise aus moderner literaturtheoretischer Sicht. Zu den von ihr besonders behandelten Autoren gehören der gelehrte Benediktiner-Prior Laurentius von Durham, der italienische Frühhumanist und Politiker Leonardo Bruni sowie der belgische Jesuit Daniel Papebroch, dessen Bibliotheksreise quer durch Europa den Grundstein legte zu dem bis heute größten Editionsprojekt: den Acta Sanctorum. Zu allen drei Autoren legte Daub Erstveröffentlichungen vor.

## Werke
- Leonardo Brunis Rede auf Nanni Strozzi. Einleitung, Edition und Kommentar (= Beiträge zur Altertumskunde. Bd. 84). Teubner, Stuttgart 1996, ISBN 3-519-07633-0 (Dissertation).
- Gottes Heilsplan – verdichtet. Edition des Hypognosticon des Laurentius Dunelmensis Palm & Enke, Erlangen 2002, ISBN 3-7896-0668-5.
- Von der Bibel zum Epos. Poetische Strategien des Laurentius am geistlichen Hof von Durham. Böhlau, Köln 2005, ISBN 3-412-14005-8.
- Auf Heiliger Jagd in Florenz. Aus dem Tagebuch des Jesuiten Daniel Papebroch. Palm & Enke, Erlangen 2010, ISBN 978-3-7896-0690-8.
- Kunstdenkmäler in Latium und der Toskana: Beschreibungen und Bewertungen des Jesuiten Daniel Papebroch aus den Jahren 1661-1662. Erstedition, Übersetzung, Kommentar. Böhlau, Köln 2016, ISBN 978-3-412-50346-8.